# Abdij van Echternach

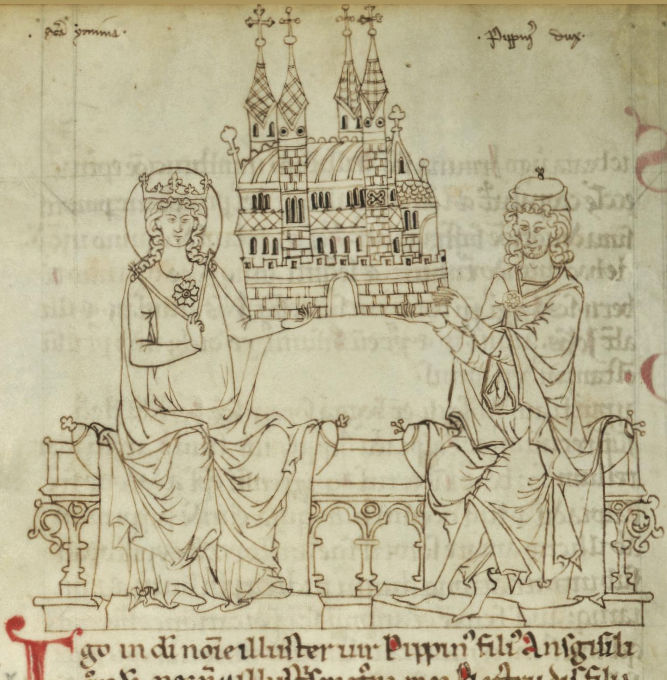
Schenking van Echternach aan Willibrord door Irmina van Oeren en Pepijn van Herstal, afbeelding uit het Liber aureus Epternacensis.

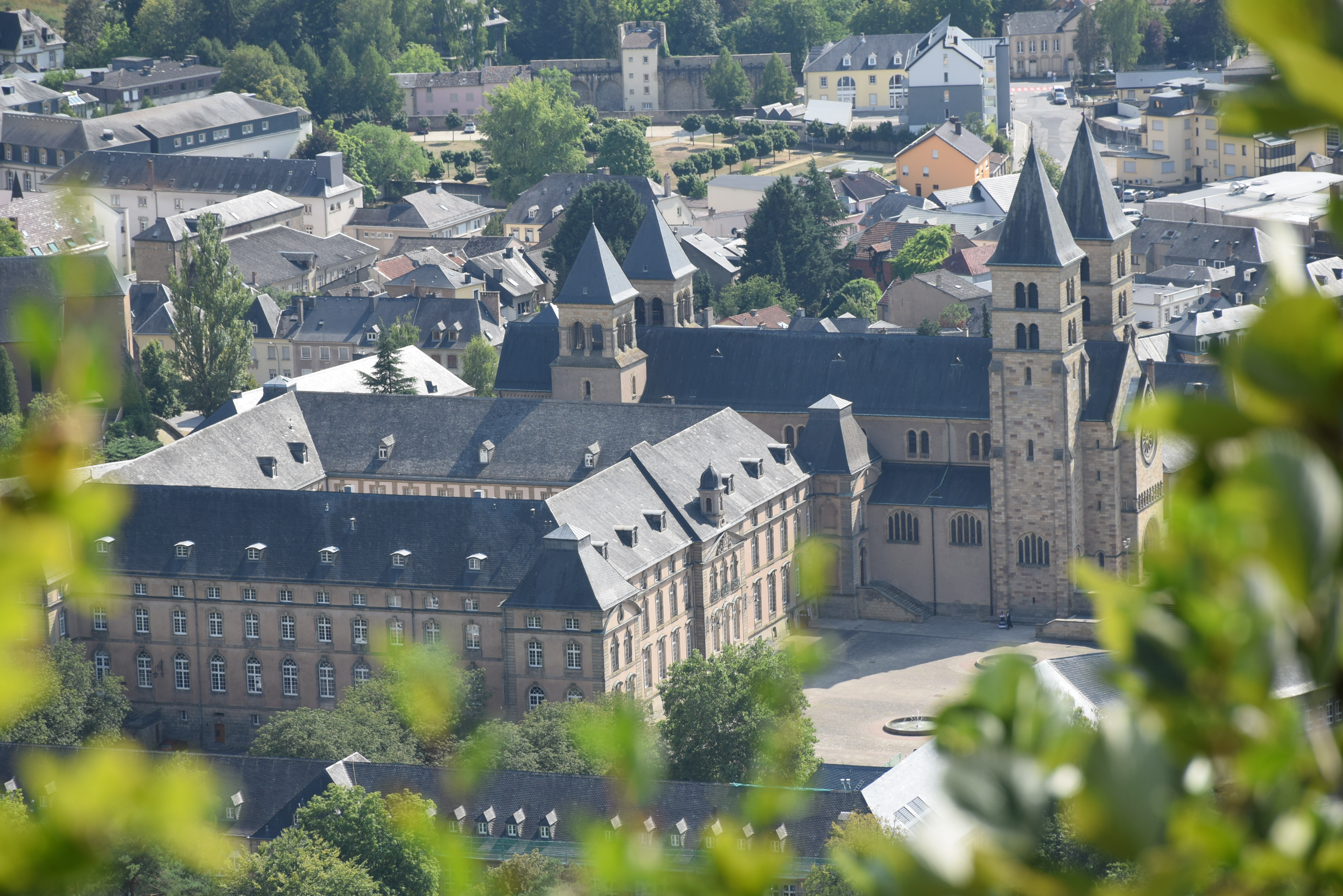
Deel van de abdij, met het voormalig pensionaat van de Zusters van het Arme Kind Jezus, waar het Lycée classique d'Echternach is ondergebracht, en de basiliek.

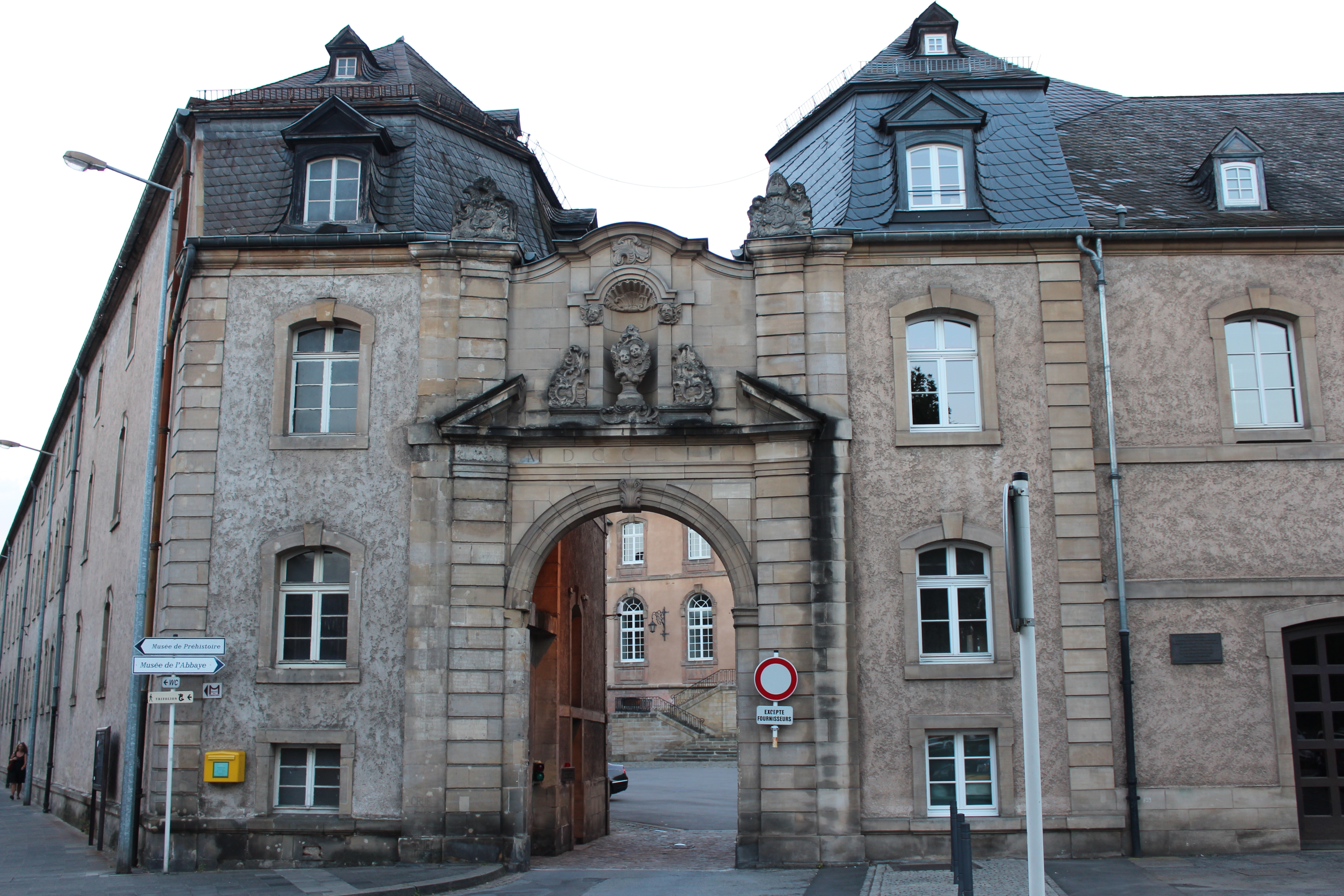
Een poort van de abdij

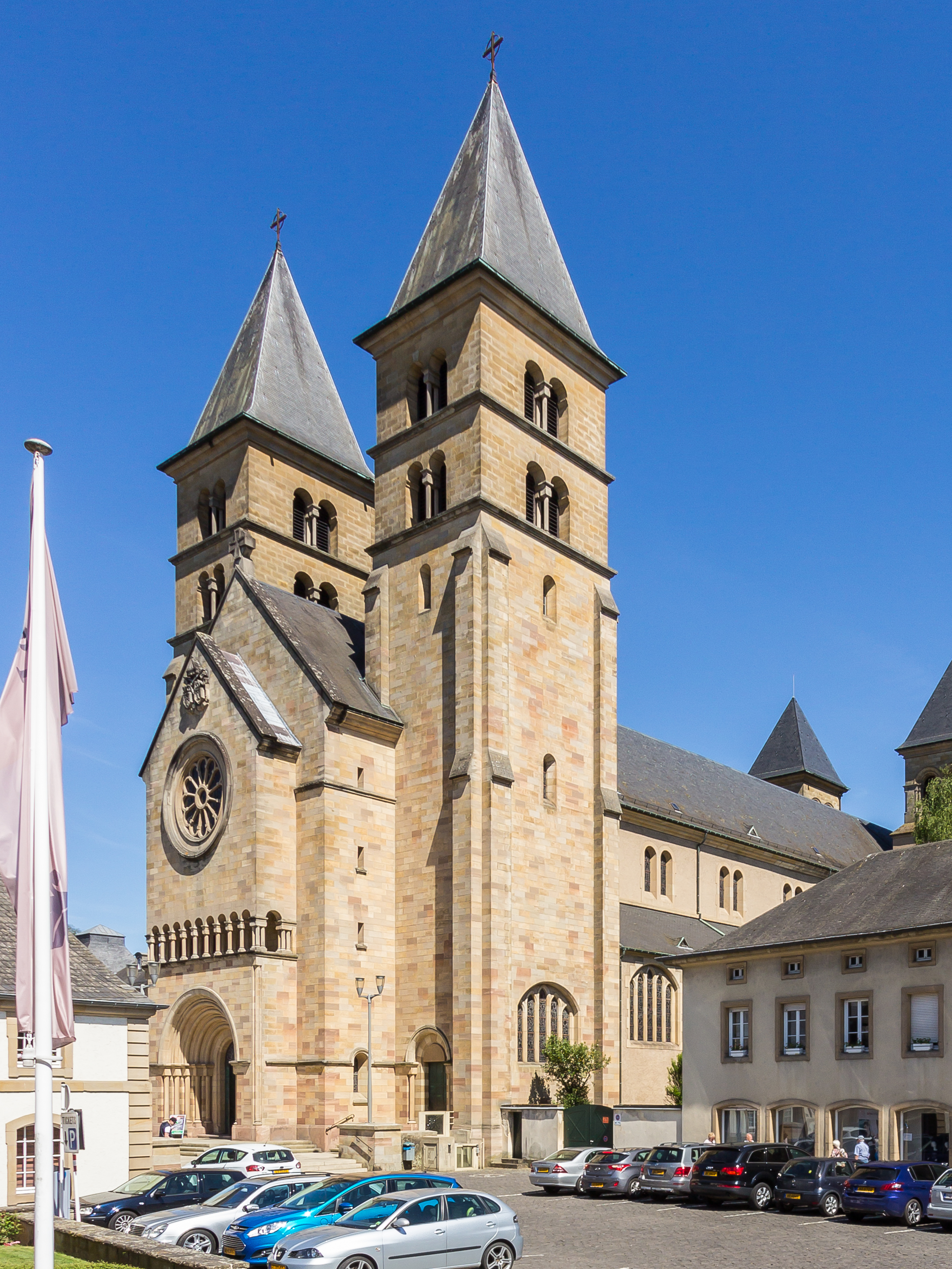
De Sint-Willibrordusbasiliek van de abdij van Echternach

De Abdij van Echternach (Luxemburgs: Abtei Iechternach) is een  abdij in de Luxemburgse plaats Echternach, met de daaraan verbonden kloosterkerk, de Sint-Willibrordusbasiliek.
De abdij werd in 698 door Willibrord gesticht op grond die hij had gekregen van Pepijn van Herstal. Het was het eerste Angelsaksische klooster op het Europese vasteland. Willibrord is er ook gestorven en begraven.

## Geschiedenis
De eerste bloeiperiode was van 698 tot 847 onder de Karolingen. In 751 en 768 werd de immuniteit verworven, wat de basis was voor de vorming van een abdijvorstendom binnen het Heilige Roomse Rijk. Sinds 973 behoorde de voogdij aan de graven van Luxemburg.
De tweede bloeiperiode begon in 971 toen de monniken mochten terugkeren. In de middeleeuwen was de abdij een belangrijk centrum van cultuur. Het scriptorium van de abdij genoot in de 11e en 12e eeuw grote faam. In de crypte van de basiliek ligt het graf van Willibrord. 
In 1379 verkreeg de abt de regalia. In 1478 greep de hertog van Bourgondië als hertog van Luxemburg in bij de keuze van een nieuwe abt. Na dood van abt Robert van Monreal in 1539 brak een successiestrijd uit: de monniken en de door hun gekozen abt vluchtten voor de Bourgondische abt Godefrid van Aspremont; de gekozen abt handhaafde zich in exclaves die binnen het keurvorstendom Trier lagen.
Tot 1775 werd de abt nog beleend door de keizer met de regalia. Hij was Luxemburgs onderdaan, maar rijksonmiddelbaar leenman. Na de inlijving van het hertogdom Luxemburg bij de Franse republiek in 1797 werd de abdij opgeheven.
De abdij werd in 1944 bij een bombardement grotendeels verwoest, maar werd nadien herbouwd.

### Abten van Echternach
- Willibrord, stichter in 698
- Adalhard de Seneschalk, lekenabt, tot 870
- Thiofrid, tot 1110
- Carloman de Blinde (zoon van Karel de Kale), 874-876
- Johannes Bertelius (Johan Bertels), 1595-1607
- Philippe de la Neuveforge, 1667-1684

## Beschrijving kerk en abdij
De huidige kerk is grotendeel neoromaans. In de 19e eeuw was de kerk zeer vervallen en werd vrijwel nieuw opgebouwd. Na zware oorlogsschade in de Tweede Wereldoorlog werd zoveel mogelijk een terugkeer naar het romaanse origineel nagestreefd. Bijzonder in het interieur is de afwisseling van zware, vierkante pijlers en lichtere, ronde zuilen (alternerend stelsel).

## Plaatsen met een historische band met de Abdij van Echternach
(incompleet)
- Aalst (Haeslaos)
- Aldeneik (Eike)
- Alphen (Alfeim)
- Bakel (Bagoloso)
- Berchem (Berchembos)
- Boxtel (Buchstelle)
- Deurne (Durninum)
- Diessen (Diesne)
- Domburg
- Donsbrüggen (Dangaesbroch)
- Drumpt
- Eersel (Eresloch)
- Elst (Heliste)
- Escharen (Escre)
- Gemonde (Datmunda)
- Hapert (Heopurdum)
- Herstal (Herastallio)
- Hoksent (Hoccascaute)
- Hulsel (Hulislaum)
- Leimuiden (Liethemuton)
- Maastricht (Traiectum)
- Megen (Meginum)
- Mehr (Meri)
- Millingen aan de Rijn (Millingi)
- Mill
- Mulheim (Mulnaim)
- Nütterden (Nitro)
- Reppel (Replo)
- Rindern (Rinharim)
- Obbicht (Bittinum)
- Oss
- Sint Odiliënberg (Berg)
- Susteren (Suestra)
- Terschelling (Wexalia)
- Valkenswaard (Wedert)
- Vlierden (Fleodrodum)
- Waalre (Waderlo)
- Warmond (Warmunde)